# Mesaster albidiscata
Mesaster albidiscata är en fjärilsart som beskrevs av W. Warren 1895. Mesaster albidiscata ingår i släktet Mesaster och familjen mätare. Inga underarter finns listade i Catalogue of Life.